# Костас Кајмакоглу
Костантинос „Костас“ Кајмакоглу (грч. Κωνσταντίνος "Κώστας" Καϊμακόγλου; Коридалос, 15. март 1983) је бивши грчки кошаркаш. Играо је на позицији крилног центра.

## Клупска каријера
Кајмакоглу је своју сениорску каријеру почео у грчком прволигашу Нир Исту током сезоне 2002/03. Од 2004. до 2010. је играо за Маруси. Током последње сезоне у овом клубу, уврштен је у најбољу петорку грчког првенства. У јулу 2010. је потписао уговор са Панатинаикосом. Провео је наредне две сезоне у Панатинаикосу и учествовао је у освајању Евролиге у сезони 2010/11. Поред тога освојио је титулу првака Грчке (2011) и трофеј Купа (2012). У јулу 2012. је потписао уговор са УНИКС-ом из Казања. Са овим клубом је освојио Куп Русије за 2014. годину. Остао је у УНИКС-у до краја 2020/21. сезоне да би у септембру 2021. објавио да завршава играчку каријеру.

## Репрезентација
Са репрезентацијом до 20. година освојио је златну медаљу на Европском првенству 2002. године. Са сениорском репрезентацијом Грчке је освојио бронзану медаљу на Европском првенству 2009, а наступао је још и на Светским првенствима 2010. и 2014. и на Европским првенствима 2011, 2013. и 2015. године.

## Успеси

### Клупски
- Панатинаикос:
  - Евролига (1): 2010/11.
  - Првенство Грчке (1): 2010/11.
  - Куп Грчке (1): 2012.

- УНИКС Казањ :
  - Куп Русије (1): 2014.

### Појединачни
- Најбоља петорка Првенства Грчке (1): 2009/10.
- Учесник Ол-стар утакмице Првенства Грчке (2): 2010, 2011.

### Репрезентативни
- Европско првенство до 20 година :  2002.
- Европско првенство:  2009.